# Francisco Linares Alcántara
Francisco Linares Alcántara is een gemeente in de Venezolaanse staat Aragua. De gemeente telt 151.000 inwoners. De hoofdplaats is Santa Rita.